# Église Saint-Nicolas d'Outines
L'église Saint-Nicolas d'Outines est une église française à Outines, dans la Marne.

## Histoire
Cette église à pans de bois dont les bois les plus anciens ont été datés de 1512 est un monument historique classé depuis le 7 juillet 1964.